# Sour (álbum)
Sour (estilizado em letras maiúsculas) é o álbum de estreia da cantora e compositora estadunidense Olivia Rodrigo, lançado em 21 de maio de 2021, pela Geffen Records. Inicialmente planejado como um EP, Sour foi expandido para um álbum após o sucesso de seu single de estreia, "Drivers License". Influenciada pelos gêneros e cantores-compositores favoritos, Rodrigo escreveu o álbum com o produtor Dan Nigro. Rodrigo afirmou que o álbum explora seus desafios e descobertas aos 17 anos, com o título referindo-se às emoções "azedas" que os jovens experimentam, mas que são frequentemente criticadas, como raiva, ciúme e infelicidade. Em termos musicais, é principalmente um álbum pop que abrange desde canções energéticas de pop punk até baladas de bedroom pop. Liricamente, foca principalmente na adolescência, romances fracassados e desilusões amorosas.  
Sour recebeu análises geralmente positivas dos críticos musicais, que o consideraram um álbum de estreia forte, destacando as letras autênticas de Rodrigo e seu apelo aos ouvintes da Geração Z. O álbum figurou em diversas listas e compilados sobre os melhores álbuns de 2021, com as revistas Billboard e Rolling Stone citando-o como o melhor do ano. Na 64ª edição do Grammy Awards, Sour foi indicado para Álbum do Ano e ganhou Melhor Álbum Vocal de Pop. Em 2023, foi classificado na 358ª colocação na lista dos 500 Maiores Álbuns de Todos os Tempos da Rolling Stone. Em termos comerciais, Sour também foi bem recebido, atingindo a primeira posição em 19 países, como Austrália, Canadá, Espanha, Irlanda, Nova Zelândia, Portugal e Reino Unido. Nos Estados Unidos, estreou no topo da Billboard 200, com 295 mil unidades vendidas em sua primeira semana. Posteriormente, foi o segundo mais vendido ao redor do mundo em 2021, ficando apenas atrás do álbum 30, de Adele. Em maio de 2024, tornou-se o álbum mais transmitido por uma artista feminina no Spotify.    
De Sour, foram lançados 5 singles, alguns dos quais obtiveram sucesso internacional. O primeiro, "Drivers License", passou 8 semanas consecutivas no número um da Billboard Hot 100 dos EUA, além de alcançar o primeiro lugar em outros 25 países. O segundo, "Deja Vu", chegou na 3ª da Hot 100, além de alcançar o top 10 em vários países como Austrália, Canadá, Nova Zelândia e Reino Unido. O terceiro, "Good 4 U", alcançou o número um em 23 países, incluindo Alemanha, Austrália, Canadá, EUA e Reino Unido, tornando-se o segundo single de Sour no topo das paradas. O quarto, "Traitor", alcançou o top 10 na Austrália, Canadá, EUA, Irlanda, Nova Zelândia, Portugal e Reino Unido. O quinto e último single, "Brutal", obteve um desempenho moderado, chegando na 12ª posição da Hot 100. Em divulgação ao produto, Rodrigo apresentou-se em programas de televisão e premiações. Um filme-concerto no YouTube e um documentário no Disney+, intitulados Sour Prom e Driving Home 2 U, respectivamente, complementam o álbum. Rodrigo embarcou na Sour Tour, sua primeira turnê, que ocorreu de 5 de abril a 7 de julho de 2022.       

## Antecedentes e desenvolvimento
Em 2020, a atriz e cantora estadunidense Olivia Rodrigo assinou um contrato com a Geffen Records, com a intenção de lançar seu EP de estreia no ano seguinte. Depois que um amigo de Rodrigo e do produtor Dan Nigro sugeriu a Nigro que ele ouvisse as canções dela para a trilha sonora de High School Musical: The Musical: The Series (2020), Nigro ficou "completamente impressionado" e entrou em contato com Rodrigo via Instagram, oferecendo-se para trabalhar com ela. Os dois se encontraram para se conhecer melhor, pouco antes da pandemia de COVID-19 impactar os Estados Unidos. Eles começaram a colaborar depois de encontrar maneiras de trabalhar com segurança em isolamento. Rodrigo lançou seu single de estreia, "Drivers License", produzido por Nigro, em 8 de janeiro de 2021, recebendo sucesso comercial e crítico sem precedentes. A Billboard declarou o single uma das canções número um mais dominantes na história da Hot 100.
Rodrigo começou a provocar o lançamento de um novo single arquivando suas publicações anteriores no Instagram e publicando teasers enigmáticos nas redes sociais no final de março de 2021. Em 29 de março, ela anunciou que o single se chamaria "Deja Vu" e seria lançado três dias depois, tranquilizando os fãs de que não se tratava de uma piada do Dia da Mentira. Rodrigo revelou a capa da faixa na mesma publicação. Após seu rápido ascenso à fama, Rodrigo declarou que lançaria um álbum de estúdio em vez de um EP, pois sentiu que um projeto mais curto não "capturaria completamente sua capacidade artística". Rodrigo encontrou-se com o produtor Dan Nigro em março de 2020, uma semana antes do início dos lockdowns devido à COVID-19. Nigro ficou "impressionado" após assistir a um vídeo no Instagram de Rodrigo tocando sua canção "Happier". As gravações de Sour ocorreram ao longo de 2020 e início de 2021. Nigro afirmou que, com a pandemia, eles foram "estranhamente muito afortunados por ter tanto tempo para fazer música".

## Composição

### Temas e influências na composição
Segundo Rodrigo, o álbum foi inspirado pelas obras de seus cantores e compositores favoritos, incluindo Alanis Morissette, Taylor Swift, Kacey Musgraves, além do som "emburrado" e "angustiado" de bandas de rock como No Doubt e The White Stripes. Ela também citou os gostos musicais de sua mãe como uma influência, já que ela apresentou a jovem Rodrigo ao metal, punk e rock alternativo dos anos 1990. Rodrigo escreveu as letras do álbum para explorar uma variedade de emoções "azedas" que as jovens mulheres "são frequentemente envergonhadas por sentir", incluindo raiva, ciúme e tristeza. Em entrevista ao The Guardian, Rodrigo afirmou que Sour é um álbum "intrinsecamente jovem" que visa honrar os "sentimentos agudos da adolescência". Rodrigo explicou: "algo de que me orgulho muito é que este álbum fala sobre emoções que são difíceis de falar ou que não são realmente socialmente aceitas, especialmente para meninas: raiva, ciúme, rancor, tristeza, são vistas como reclamações ou queixas. Mas eu acho que são emoções muito válidas".
"Quero que [Sour] seja super versátil. Meu sonho é que seja uma fusão entre pop mainstream, música folk e pop alternativo. Adoro a composição, a poesia e as melodias da música folk, além da tonalidade do alt-pop. Obviamente, sou apaixonada por pop e por artistas pop. Então, estou tentando reunir todas essas influências e criar algo que realmente me agrade."
— Rodrigo sobre o som de Sour para a Nylon.
Segundo Rodrigo, a palavra "sour" tem muitos significados diferentes, e ela tentou escrever uma faixa intitulada "Sour" por muito tempo, mas não teve sucesso. Isso a fez perceber que a palavra é um tropo "abrangente" que cobre a parte azeda de sua vida. Inicialmente, ela tentou equilibrar as canções "azedas" do álbum com canções de amor, para evitar ser rotulada como "a garota das desilusões amorosas". No entanto, acabou abandonando essa ideia para preservar sua autenticidade como compositora, afirmando que amor e felicidade não eram as emoções que sentia enquanto fazia o álbum. Mesmo assim, Rodrigo não queria que Sour fosse preenchido apenas com "canções tristes ao piano", então infundiu elementos dançantes e arranjos animados no álbum, como é evidente em faixas como "Brutal" e "Good 4 U".
Sour foi descrito como um álbum pop, que transita entre diversos gêneros, incluindo pop punk, pop alternativo e bedroom pop, com elementos de synth-pop, dream pop, rock alternativo, pop rock e folk-pop. Estilisticamente, o álbum vai do rock enérgico inspirado nas guitarras dos anos 1990 até baladas acústicas suaves conduzidas por piano e guitarras dedilhadas. Craig Jenkins, da Vulture, categorizou Sour como um álbum "pós-gênero", que materializa o objetivo de Rodrigo de transcender as fronteiras dos gêneros musicais e uni-los. As canções de Sour representam diferentes perspectivas de uma única narrativa de romance fracassado. A composição é caracterizada por temas autoconscientes de inseguranças, raiva, vingança, inveja e ciúme, usando letras detalhadas que exalam vulnerabilidade.

### Conteúdo e estrutura musical
Sour abre com "Brutal", que Rodrigo descreveu como "angustiada" e "rápida". Críticos de música caracterizam a faixa como uma "tiração de sarro de rock alternativo irritantemente insegura" e uma "pop-punk divertida e fácil" que "cai livremente nas profundezas do grungy rock", com elementos de indie rock. "Brutal" foi a última canção escrita para o álbum; Rodrigo e Nigro a compuseram duas semanas antes do prazo final. Rodrigo observou que a canção representa seus anos de adolescência. A faixa possui guitarras "estrondosas" e foi descrita como uma tentativa de desafiar quaisquer expectativas pop que foram colocadas sobre ela por fãs, amigos, executivos ou ex-namorados. Spencer Kornhaber, do The Atlantic, descreveu o riff de guitarra em "Brutal" como "assustador à maneira do Nine Inch Nails da era Clinton". "Traitor", a segunda faixa, é uma balada indie pop com um instrumental folk. Suas letras foram descritas como consistindo em "raiva e barganha pós-luto". Além disso, as letras também retratam o ex de Rodrigo seguindo em frente com outra garota enquanto ela ainda não consegue superar o término, tentando entender o que deu errado.
|                                                      | "Brutal" A faixa de abertura, "Brutal", apresenta Rodrigo descrevendo seus medos e inseguranças como uma adolescente amadurecendo, com guitarras estrondosas e uma instrumentação punk rock. "Favorite Crime" Trecho de 30 segundos de "Favorite Crime", canção de indie pop e folk-pop. |
| Problemas para escutar estes arquivos? Veja a ajuda. | |

A quarta faixa, "1 Step Forward, 3 Steps Back", interpola a linha de piano de "New Year's Day" (2017) de Taylor Swift, resultado de Rodrigo cantando "1 Step Forward, 3 Steps Back" sobre os acordes da canção de Swift. A canção é descrita como uma melodia permeada por arrependimentos. Rodrigo revelou que escreveu o gancho da canção a partir de uma mensagem de texto, explicando que "achou que seria uma maneira legal de descrever esse relacionamento tóxico e manipulador". Os sons dos pássaros no início da faixa foram gravados por Nigro através de uma janela em sua casa. "Enough for You", a sétima faixa, é uma canção simples e minimalista de bedroom pop com letras intensas e instrumentais acústicos. Rodrigo a descreveu como "muito insegura e vulnerável, mas também adoro como ela transmite esperança", referindo-se à linha "um dia serei tudo para outra pessoa". "Happier", a oitava faixa, é liderada pelo piano e apresenta letras que reconhecem o egoísmo e refletem autocrítica.
A nona faixa, "Jealousy, Jealousy", foi descrita como "jazzy", "serpenteante" com "uma linha de baixo vibrante e um piano furtivo construindo a atmosfera". As letras abordam a toxicidade das redes sociais e sua irresistibilidade, destacando as obsessões em viver uma vida perfeita. A décima faixa, "Favorite Crime", é uma canção de indie pop e folk-pop que incorpora uma metáfora sutil ao estilo Bonnie and Clyde. A canção explora a análise dos sinais evidentes que só se revelam em suas verdadeiras cores através da retrospectiva. "Hope Ur OK", a faixa de encerramento, é descrita como uma "bênção reluzente para pessoas em dificuldades que Rodrigo conheceu", com o som do refrão sendo comparado a uma benção. Liricamente, a canção se afasta das narrativas autorreferenciais de Rodrigo para contar histórias de segunda mão sobre seus amigos, refletindo sua genuína empatia por eles. Rodrigo revelou que a canção a emociona muito e é "super pessoal sobre pessoas que [ela] realmente ama". Em uma participação no programa The Zach Sang Show, Rodrigo explicou a escolha de "Hope Ur OK" como faixa de encerramento do álbum: "Sinto que é super esperançosa. Sour é um álbum muito triste, irritado, emocional, e eu queria terminá-lo com uma canção que fosse reconfortante. Foi muito importante para mim encerrar este álbum sombrio com essa nota".

## Arte e título
Fotografada por Grant Spanier, a capa da edição padrão de Sour apresenta Rodrigo em um fundo roxo, vestindo uma camisa regata felpuda rosa-clara e uma calça xadrez. Ela está com a língua de fora, e seu rosto está coberto por uma variedade de adesivos coloridos. Os adesivos em sua língua formam o título do álbum. O PopSugar observou que Rodrigo também está usando um anel na capa, idêntico a um que Taylor Swift lhe presenteou anteriormente. A contracapa mantém o fundo roxo, com adesivos espalhados e a lista de faixas em um balão perolado que a mão de Rodrigo está prestes a estourar com um broche. Na capa alternativa, disponível para a edição exclusiva da Target e para as edições em vinil de Sour, o roxo é novamente a cor dominante, mas os adesivos não estão presentes. Os adesivos também aparecem na arte do álbum e no material promocional, seguindo um tema de scrapbook em um caderno escolar. O título do álbum refere-se ao conceito de "coisas incríveis" na vida de Rodrigo que "progressivamente azedam" à medida que ela envelhece, representando um momento específico de sua vida aos 17 anos, "com suas dores de crescimento incessantes e descobertas surpreendentes".

## Lançamento e promoção
Em 1° de abril de 2021, Rodrigo anunciou nas redes sociais que seu álbum de estreia, com o título provisório *O*R, seria lançado em 21 de maio de 2021. Em 13 de abril, Rodrigo sugeriu o título do álbum e, posteriormente, revelou que seria Sour, publicando a lista de faixas e a arte da capa no mesmo dia. Sour foi finalmente lançado em 21 de maio de 2021. Foi disponibilizado fisicamente em CD, fita cassete, e vinil, bem como para download digital e streaming.

### Singles
"Drivers License", o single de estreia de Rodrigo, lançado em 8 de janeiro de 2021, serve como o primeiro single de Sour. Um videoclipe acompanhante da canção, dirigido por Matthew Dillon Cohen, foi publicado no canal de Rodrigo no YouTube. Foi um sucesso comercial mundial, liderando as paradas musicais de 25 países como Austrália, Canadá, Irlanda, Nova Zelândia e Reino Unido. A canção estreou no topo da Billboard Hot 100 dos Estados Unidos, passando oito semanas consecutivas no número um.
"Deja Vu" foi anunciada como o segundo single em 29 de março de 2021. A faixa foi lançada em 1° de abril de 2021, junto com seu videoclipe dirigido por Allie Avital, em Malibu. Nos Estados Unidos, a canção estreou no número oito na Hot 100 e fez de Rodrigo a primeira artista a estrear seus dois primeiros singles no top 10 da parada; eventualmente, atingiu a 3ª posição. "Deja Vu" também alcançou o top 10 na Austrália, Canadá, Irlanda, Nova Zelândia, Portugal e Reino Unido.
O terceiro single, "Good 4 U", foi anunciado em 10 de maio de 2021. A faixa foi lançada em 14 de maio de 2021, acompanhada de um videoclipe dirigido por Petra Collins. O vídeo apresenta Rodrigo como uma líder de torcida vingativa, com referências aos clássicos filmes cult dos anos 2000, O Diário da Princesa e Jennifer's Body. "Good 4 U" foi o segundo single de Sour no topo das paradas, alcançando o número um em 23 países, incluindo Alemanha, Austrália, Canadá, Irlanda, Nova Zelândia e Reino Unido. A canção estreou no topo da Hot 100, tornando-se o segundo número um de Rodrigo nos EUA.
"Traitor" foi enviada para rádios pop estadunidenses em 10 de agosto de 2021, servindo como o quarto single de Sour. Um videoclipe, dirigido por Olivia Bee, foi lançado em 21 de outubro de 2021. Comercialmente, alcançou o top 10 em vários países, incluindo Austrália, Canadá, Irlanda, Nova Zelândia e Reino Unido. Nos EUA, debutou na 9ª posição da Hot 100.
"Brutal" recebeu um videoclipe em 23 de agosto de 2021, antes de ser enviada para rádios da Itália em 3 de setembro de 2021, servindo como o quinto single do álbum. Comercialmente, a canção alcançou o top 20 em vários países. Nos EUA, chegou a 12ª posição na Hot 100.

### Divulgação

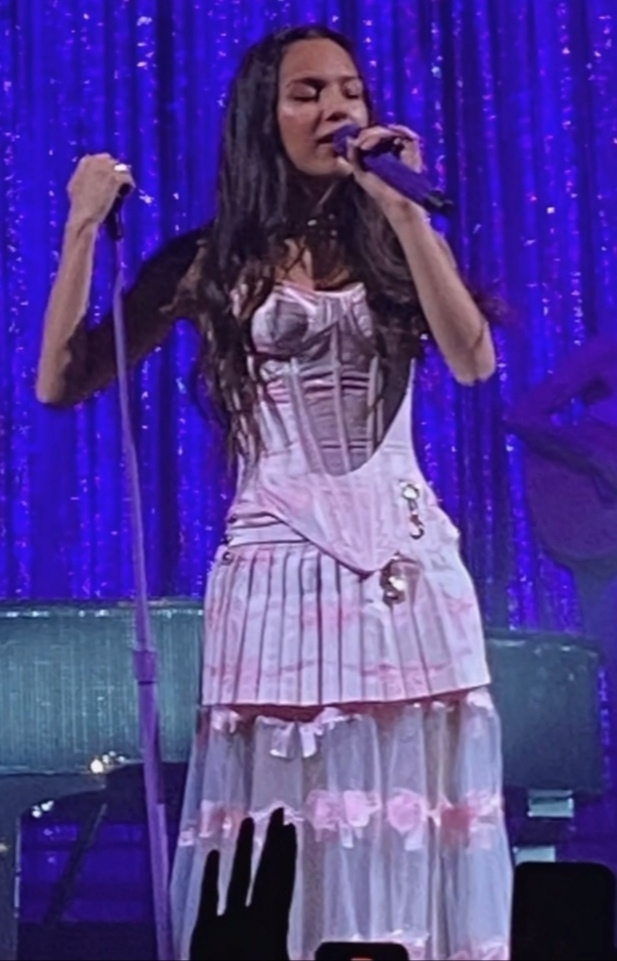
Rodrigo na Sour Tour em 2022

Rodrigo apresentou "Drivers License" pela primeira vez em 4 de fevereiro de 2021, no programa The Tonight Show Starring Jimmy Fallon. Ela expressou entusiasmo pela possibilidade de uma futura turnê em apoio ao álbum após o fim da pandemia de COVID-19. Uma prévia do processo de criação do álbum foi exibida nas sessões IMAX de In the Heights (2021) no Dia das Mães. Em 11 de maio, Rodrigo apresentou "Drivers License" no Brit Awards de 2021, realizado na The O2 Arena, em Londres. Em 12 de maio de 2021, um trailer de Sour foi publicado no canal de Rodrigo no YouTube, mostrando clipes de estúdio dela e de Nigro, além de um trecho de "Good 4 U", que seria lançada dois dias depois. Ela apresentou "Drivers License" e estreou "Good 4 U" ao vivo no programa Saturday Night Live em 15 de maio de 2021, apresentado pelo ator norte-americano Keegan-Michael Key. Em 16 de maio de 2021, um número de telefone (323-622-SOUR) foi disponibilizado, revelando uma faixa inédita de Sour. Na noite de 20 de maio de 2021, Rodrigo fez uma transmissão ao vivo no YouTube da festa oficial de lançamento de Sour, como um episódio da série Released da plataforma. Ela reproduziu memorandos de voz do seu telefone, discutiu canções, interagiu com os fãs e apresentou exclusivamente a faixa "Enough For You". Rodrigo deu entrevistas e apareceu nas capas das revistas Billboard, Interview, Elle, The Face, NME, Nylon e Variety. Em 25 de maio, Rodrigo participou do Vevo Lift para apresentar "Favorite Crime".
Em 29 de junho de 2021, um filme-concerto transmitido ao vivo intitulado Sour Prom foi exibido no canal de Rodrigo no YouTube, em comemoração ao sucesso de Sour. O filme apresentou apresentações das canções do álbum em diversos cenários, como "a traseira de uma limusine, uma pista de dança de formatura, um quarto escuro e acompanhada por uma banda marcial em um campo de futebol". Em 6 de dezembro de 2021, Rodrigo anunciou sua primeira turnê, a Sour Tour, em apoio ao álbum. A turnê percorreu a América do Norte e a Europa, começando em 5 de abril de 2022, em Portland, Oregon, e terminando em 7 de julho de 2022, em Londres, totalizando 49 apresentações. Gracie Abrams e Holly Humberstone foram os atos de abertura nas datas da América do Norte, enquanto Baby Queen foi nas datas europeias. Em 17 de fevereiro de 2022, Rodrigo anunciou um documentário sobre Sour, intitulado Driving Home 2 U (A Sour Film), que foi lançado no Disney+ em 25 de março de 2022. Dirigido por Stacey Lee e produzido pela Interscope Films e Supper Club, o filme documenta a viagem de Rodrigo de Salt Lake City a Los Angeles, durante a qual ela começou a escrever Sour. Segundo um comunicado à imprensa, o documentário inclui "novos arranjos ao vivo de suas canções, entrevistas íntimas e filmagens inéditas do processo de criação do álbum".

## Repercussão

### Crítica profissional
| Críticas profissionais | Críticas profissionais |
| Pontuações agregadas   | Pontuações agregadas   |
| Fonte                  | Avaliação              |
| ---------------------- | ---------------------- |
| AnyDecentMusic?        | 7.6/10                 |
| Metacritic             | 83/100                 |
| Avaliações da crítica  |                        |
| Fonte                  | Avaliação              |
| AllMusic               | [ 90 ]                 |
| Clash                  | 8/10                   |
| Entertainment Weekly   | (A−)                   |
| Evening Standard       | [ 92 ]                 |
| NME                    | [ 23 ]                 |
| Pitchfork              | 7.0/10                 |
| Rolling Stone          | [ 28 ]                 |
| The Daily Telegraph    | [ 17 ]                 |
| The Guardian           | [ 38 ]                 |
| The Independent        | [ 93 ]                 |

Sour recebeu aclamação da crítica após seu lançamento. O consenso geral foi que o álbum é um forte disco de estreia que coloca Rodrigo como o novo rosto do "pop da Geração Z". No Metacritic, que atribui uma pontuação normalizada de 100 às avaliações das publicações, o álbum recebeu uma pontuação média de 83 com base em 20 resenhas.
Robin Murray, da Clash, saudou Sour como uma declaração pop de "bravura", "marcada pela excelência do início ao fim". Ele descreveu suas 11 faixas como "potenciais singles de sucesso" e elogiou o lirismo ousado e a execução vigorosa de Rodrigo, considerando-a "o mais novo ícone do pop e uma de suas vozes mais corajosas". Tatiana Tenreyro, do The A.V. Club, considerou Sour um dos melhores álbuns pop de 2021, destacando que não há faixas desnecessárias. Ela afirmou que cada canção retrata um lado diferente da arte de Rodrigo, abraçando influências e ainda criando "algo novo". Kate Solomon, escrevendo para i, chamou Sour de um "pacote surpreendentemente realizado" e um "retrato deslumbrante da adolescência". Rhian Daly, crítico da NME, chamou Rodrigo de uma artista "multidimensional", escrevendo canções detalhadas que "vão de precisamente pessoais a universalmente relacionáveis".
Neil McCormick, do The Daily Telegraph, opinou que Sour se destaca na produção moderna, equilibrando elementos acústicos e eletrônicos ao combinar a tradicional habilidade de composição de Taylor Swift, as harmonias de Lorde e os vocais sussurrados de Billie Eilish com a ousadia de Alanis Morissette e Avril Lavigne. Também abordando essas comparações, o crítico Robert Christgau disse que Rodrigo "lembra mais sua heroína Taylor do que sua colega da Costa Oeste Billie, com estruturas e letras corajosamente retrô que mapeiam o tipo de base emocional que todos os pais rezam para que seus filhos alcancem, especialmente as meninas". Mikael Wood, do Los Angeles Times, chamou o álbum de "pop impecável da Geração Z" que varia do rock nítido dos anos 1990 a baladas acústicas, sendo "o álbum pop mais autoconsciente da memória recente". Maura Johnston, da Entertainment Weekly, sentiu que o peso de Sour é suavizado pela graça e autoconsciência de Rodrigo, e que ela não está tentando ser "a próxima" de ninguém, mas sim destilar sua vida e gostos musicais em um pop promissor, "poderoso e cativante". A crítica da Rolling Stone, Angie Martoccio, disse que, além de seus ídolos e inspirações, Rodrigo forjou "um caminho em um reino completamente novo do pop" em Sour, onde ela é "sem remorso e com entusiasmo seu próprio guia".
Chris Willman, da Variety, descreveu Sour como "ridiculamente bom" e "descaradamente adolescente", destacando-se da maioria dos cantores adolescentes que frequentemente tentam imitar a música adulta. Elogiando a visão musical de Rodrigo e a produção de Nigro, Rachel Saywitz, em sua crítica para The Line of Best Fit, afirmou que Sour desvia dos gêneros convencionais para refletir o amplo gosto musical de Rodrigo. Jon Caramanica, do The New York Times, chamou-o de "álbum de estreia com nuances e muitas vezes excepcional", que atravessa as perspectivas em evolução de Rodrigo em tempo real. Helen Brown, crítica do The Independent, considerou que Sour converte a adolescência do século XXI em "canções de histórias" ressonantes, admirando a "honestidade desarmante" de Rodrigo, que usa palavrões de maneira incomum para estrelas adolescentes, que "geralmente não fazem isso até estarem no álbum pós-término". Ela acrescentou que a musicalidade orgânica do álbum quebra as "superfícies brilhantes que esperamos de garotas tão glamorosas".
Olivia Horn, da Pitchfork, descreveu Sour como "uma coleção ágil e levemente caótica de canções sobre términos, cheia de melancolia e travessura", com palavrões que normalmente são proibidos pelas cláusulas de moralidade que restringem os cantores da Disney. No entanto, Horn observou que, em alguns momentos, Rodrigo está "mais interessada no conteúdo do que na técnica", recorrendo a rimas simples, frases óbvias e uma qualidade de gravação DIY que expõe imperfeições na sua voz. Rachel Aroesti, do The Guardian, considerou Sour uma "euforia pop" polida que aborda raiva, ciúme e perplexidade, sendo "um dos álbuns de término mais gratificantes e indignos já feitos", mas que, no entanto, a maior parte segue o estilo de "Drivers License", resultando em um álbum adorável e reflexivo, mas pouco aventureiro. Chris DeVille, da Stereogum, afirmou que, embora as letras de Rodrigo "possam parecer desesperadas e imaturas" e o ritmo do álbum possa ser "cansativo" em alguns momentos, Sour funciona ao transformar suas desvantagens em pontos fortes. Considerando o álbum "uma jornada juvenil através da angústia do desgosto" que só enfraquece quando "joga muito seguro", Jenessa Williams, da revista DIY, sentiu que Rodrigo "realmente brilha" quando enfrenta as dificuldades de cabeça erguida, em vez de se vitimizar na "amargura".

### Reconhecimento
Ao final de 2021, Sour foi incluído em diversas listas que compilavam os melhores lançamentos do ano. A Billboard elegeu-o o melhor do ano, citando que o álbum é uma aula magistral de pop com 11 faixas que não adoçam as coisas e refletem a autenticidade e verdade da compositora. A Rolling Stone o colocou na mesma ocupação, afirmando que Rodrigo "lançou um álbum de grandes sucessos em sua primeira tentativa, o tipo de monstro megapop perfeito que prospera em alta rotação". A Variety elegeu o disco como o sétimo melhor do ano, argumentando que Rodrigo, aos 18 anos, já mostra um talento impressionante que só tende a crescer. A NME posicionou-o em décimo lugar entre os cinquenta melhores, afirmando que "nenhum artista novo dominou 2021 como Rodrigo". Além destes, Sour constou entre os dez melhores de 2021 em compilações organizadas pela BBC, Los Angeles Times, The Guardian e The New York Times. Em julho de 2022, a Rolling Stone classificou Sour como o 39º melhor álbum de estreia de todos os tempos. Além disso, em 2023, a mesma publicação o incluiu na 358ª posição na versão revisada da lista dos 500 maiores álbuns de todos os tempos.

### Prêmios e indicações
Na 64ª edição do Grammy Awards, Sour foi indicado para Álbum do Ano e venceu Melhor Álbum Vocal de Pop. No American Music Awards, foi indicado para Álbum Pop Favorito. No Billboard Music Awards, venceu Melhor Álbum da Billboard 200. Sour foi indicado para Álbum Internacional no ARIA Music Awards, enquanto venceu no Danish Music Awards, LOS40 Music Awards, Juno Awards e Premios Odeón. O disco venceu Álbum do Ano no Apple Music Awards e People's Choice Awards.

## Lista de faixas
Todas as faixas foram produzidas por Dan Nigro, exceto onde indicado.
| Sour — Edição padrão |                                |                                          |                        |         |  |
| N.º                  | Título                         | Compositor(es)                           | Produtor(es)           | Duração |  |
| 1.                   | "Brutal"                       | Olivia Rodrigo Daniel Nigro              |                        | 2:23    |  |
| 2.                   | "Traitor"                      | Rodrigo Nigro                            |                        | 3:49    |  |
| 3.                   | "Drivers License"              | Rodrigo Nigro                            |                        | 4:02    |  |
| 4.                   | "1 Step Forward, 3 Steps Back" | Rodrigo Taylor Swift Jack Antonoff       | Nigro Rodrigo [a]      | 2:43    |  |
| 5.                   | "Deja Vu"                      | Rodrigo Nigro Swift Antonoff Annie Clark |                        | 3:35    |  |
| 6.                   | "Good 4 U"                     | Rodrigo Nigro Hayley Williams Josh Farro | Nigro Alexander 23 [a] | 2:58    |  |
| 7.                   | "Enough For You"               | Rodrigo                                  | Nigro Rodrigo [a]      | 3:22    |  |
| 8.                   | "Happier"                      | Rodrigo                                  |                        | 2:55    |  |
| 9.                   | "Jealousy, Jealousy"           | Rodrigo Nigro Casey Smith                | Nigro Jam City [b]     | 2:53    |  |
| 10.                  | "Favorite Crime"               | Rodrigo Nigro                            |                        | 2:32    |  |
| 11.                  | "Hope Ur Ok"                   | Rodrigo Nigro                            |                        | 3:29    |  |
| Duração total:       | Duração total:                 | Duração total:                           | Duração total:         | 34:41   |  |

Notas
- ↑[a] denota um co-produtor
- ↑[b] denota um produtor adicional
- Todas os títulos das faixas são estilizados em letras minúsculas.
- "1 Step Forward, 3 Steps Back" interpola "New Year’s Day" (2017), escrita por Taylor Swift e Jack Antonoff.[124]
- "Deja Vu" interpola "Cruel Summer" (2019), escrita por Taylor Swift, Jack Antonoff e Annie Clark.[125] Eles não foram originalmente creditados, mas receberam créditos depois que Rodrigo mencionou uma leve homenagem a "Cruel Summer" na ponte de "Deja Vu".[126]
- "Good 4 U" interpola "Misery Business" (2007), escrita por Hayley Williams e Josh Farro. Williams e Farro não foram originalmente creditados, mas receberam créditos após comparações generalizadas entre "Good 4 U" e "Misery Business" na internet, seguidas pelo contato da equipe do Paramore com Rodrigo.[127][128]

## Equipe e colaboradores
Todo o processo de elaboração de Sour atribui os seguintes créditos:
Músicos
- Olivia Rodrigo: vocal principal, vocal de apoio (todas as faixas), piano (faixa: 4), arranjo vocal (faixa: 10)
- Daniel Nigro: guitarra elétrica (faixas: 1, 2, 5, 6), violão (faixas: 1, 2, 5–7, 10), programação de bateria (faixas: 1–3, 5, 6, 8–9, 11), sintetizador (faixas: 1, 3, 6, 8–9), vocal de apoio (faixas: 1–3, 5, 6, 8, 9, 11), piano (faixas: 2, 3, 8, 9), Juno-60 (faixas: 2, 5, 7, 10), órgão B3 (faixa: 2), baixo (faixas: 3–10), percussão (faixas: 3, 5), órgão (faixas: 4, 11), Wurlitzer (faixa: 5), guitarra (faixas: 8, 9), arranjo vocal (faixa: 10)
- Erick Serna: baixo, guitarra elétrica (faixa: 1)
- Paul Cartwright: violino, viola (faixas: 1, 8)
- Ryan Linvill: Wurlitzer, programação adicional de bateria (faixa: 1); programação de bateria, sintetizador (faixa: 2); baixo (faixas: 2, 11), flauta (faixa: 5), saxofone (faixas: 5, 10), programação adicional (faixa: 8), violão (faixa: 11)
- Jam City: órgão, guitarra (faixa: 5); programação de bateria, sintetizador (faixa: 9)
- Alexander 23: guitarra elétrica, baixo, programação de bateria, vocal de apoio (faixa: 6)
- Kathleen: vocal de apoio (faixa: 8), arranjo vocal (faixa: 10)
- Sterling Laws: bateria (faixas: 5, 9)
- Sam Stewart: guitarras (faixa: 11)

Técnicos
- Randy Merrill: masterização
- Mitch McCarthy: mixagem (faixas: 1–10)
- Daniel Nigro: gravação (todas as faixas), mixagem (faixa: 11)
- Ryan Linvill: engenharia (faixa: 7), assistência de engenharia (faixas: 6, 10)
- Chris Kasych: engenharia de bateria (faixas: 5, 9)
- Jasmine Chen: engenharia de bateria (faixas: 5, 9)
- Dan Viafore: assistência de engenharia (faixas: 3–5, 8, 9, 11)

## Desempenho comercial
Sour foi o álbum mais pré-adicionado no Apple Music durante a semana que antecedeu seu lançamento (14 de maio de 2021 a 20 de maio de 2021), superando Happier Than Ever (2021), de Billie Eilish. Globalmente, Sour obteve 385 milhões de streams no Spotify em sua primeira semana — a maior semana de estreia para um álbum por uma artista feminina na plataforma, superando Thank U, Next (2019), de Ariana Grande. De acordo com a Federação Internacional da Indústria Fonográfica (IFPI), Sour foi o segundo álbum mais vendido de 2021, atrás apenas de 30, de Adele. Em maio de 2024, o álbum se tornou o mais reproduzido por uma artista feminina no Spotify.
Nos Estados Unidos, Sour estreou no topo da parada Billboard 200 com 295 mil unidades equivalentes vendidas em sua primeira semana, consistindo em 72 mil vendas puras e 300 milhões de streams sob demanda. Na época, marcou a maior semana de vendas de 2021, superando Fearless (Taylor's Version) (2021), de Taylor Swift, que até então detinha esse feito ao estrear com 291 mil unidades. Sour também teve a segunda maior semana de streaming para um álbum por uma artista feminina nos EUA, com 300 milhões de streams sob demanda, ficando atrás apenas de Thank U, Next; de Ariana Grande, com 307 milhões. Além disso, foi a maior semana de streaming de todos os tempos para um álbum de estreia por uma artista feminina, superando Invasion Of Privacy (2018), de Cardi B. Na segunda semana, Sour ficou em segundo lugar na parada, com 186 mil unidades, e permaneceu na mesma posição na terceira semana, com 143 mil unidades.
O álbum retornou ao número um da Billboard 200 três vezes durante sua trajetória: a primeira vez foi na quinta semana, com 105 mil unidades, tornando-se o segundo álbum de 2021 a vender mais de 100 mil unidades em cada uma das primeiras cinco semanas, depois de Dangerous: The Double Album (2021), de Morgan Wallen. A segunda vez foi na sétima semana, com 88 mil unidades. Vendendo 83 mil unidades, Sour permaneceu no topo na semana seguinte, tornando-se o primeiro álbum de estreia por uma artista feminina a passar quatro semanas no topo desde I Dreamed a Dream (2009), de Susan Boyle. Após seu lançamento em vinil, o álbum retornou ao primeiro lugar pela terceira ao vender 133 mil unidades, das quais 76 mil foram vinis. Essa foi a segunda maior semana de vendas de álbuns em vinil na história da MRC Data, ficando atrás de Evermore (2020), de Swift.
Passando um total de cinco semanas no topo da Billboard 200, Sour foi o álbum por uma artista feminina com mais semanas em primeiro lugar em 2021 nos Estados Unidos. O álbum finalizou o ano como o segundo mais bem sucedido nos EUA, com 2,856 milhões de unidades no território. Foi o mais vendido por uma artista feminina e o segundo no geral, atrás de Dangerous: The Double Album, de Wallen. Sour é o álbum de estreia que mais tempo permaneceu no top 10 da Billboard 200 no século 21, registrando sua 52ª semana no top 10 na semana de 2 de julho de 2022, superando as 51 semanas do álbum de estreia de Lady Gaga, The Fame (2008).
Em solo canadense, Sour estreou no topo da Canadian Albums Chart. O álbum obteve o maior consumo total em uma semana desde Evermore, em dezembro de 2020, e o maior total de streams em uma semana desde Folklore, em julho de 2020, ambos de Swift. Na Oceania foi igualmente bem recebido, estreando no topo nas paradas da Austrália e da Nova Zelândia; o álbum liderou a ARIA Albums Chart por oito semanas não consecutivas, enquanto na New Zealand Albums Chart, passou dez semanas consecutivas no topo, tornando-se o primeiro álbum por uma artista feminina a alcançar esse feito desde 21 (2011), de Adele.
No Reino Unido, Sour estreou no topo da UK Albums Chart com 51 mil unidades. Na época, foi a maior semana para um álbum em 2021, superando Medicine At Midnight (2021), do Foo Fighters. Também marcou a maior semana para um álbum de estreia desde Divinely Uninspired To A Hellish Extent (2019), de Lewis Capaldi. Sour também quebrou o recorde de maior número de streams semanais para um álbum de estreia, ultrapassando Capaldi. O álbum recebeu 45 milhões de streams (30 mil unidades equivalentes ao álbum) em sua primeira semana. Ele passou cinco semanas não consecutivas no topo da parada. Foi o quarto álbum mais vendido no Reino Unido em 2021, atrás de Voyage, do ABBA, =, de Ed Sheeran e 30, de Adele. Na região, Sour foi o mais transmitido, além de ter sido o álbum em fita cassete mais vendido, com 14 mil unidades.
Na Irlanda, Sour estreou no topo da Irish Albums Chart, marcando a maior semana de vendas de 2021 no país, superando The Off-Season (2021), de J. Cole. Sour também obteve a maior semana de streams para um álbum de estreia, ultrapassando When We All Fall Asleep, Where Do We Go? (2019), de Eilish. O álbum passou suas primeiras sete semanas no topo da Irish Albums Chart, registrando o maior número de semanas consecutivas no número um por um álbum de uma artista feminina desde 21, de Adele. Foi o álbum mais vendido na Irlanda em 2021. Ao redor da Europa, Sour alcançou o número um em países como Bélgica, Dinamarca, Espanha, Noruega, Países Baixos, Portugal, Suécia e Suíça.

### Paradas semanais
| País — Parada musical (2021–2022)     | Maior posição |
| ------------------------------------- | ------------- |
| Alemanha (Offizielle Deutsche Charts) | 5             |
| Argentina (CAPIF)                     | 1             |
| Austrália (ARIA)                      | 1             |
| Áustria (Ö3 Austria Top 40)           | 1             |
| Bélgica (Ultratop Flandres)           | 1             |
| Bélgica (Ultratop Valônia)            | 2             |
| Canadá (Billboard)                    | 1             |
| Croácia (HDU)                         | 8             |
| Dinamarca (Hitlisten)                 | 1             |
| Escócia (Official Scottish Albums)    | 1             |
| Eslováquia (ČNS IFPI)                 | 1             |
| Espanha (PROMUSICAE)                  | 1             |
| Estados Unidos (Billboard 200)        | 1             |
| Finlândia (Suomen virallinen lista)   | 2             |
| França (SNEP)                         | 4             |
| Grécia (IFPI)                         | 3             |
| Hungria (MAHASZ)                      | 32            |
| Irlanda (Official Irish Albums)       | 1             |
| Islândia (Plötutíðindi)               | 1             |
| Itália (FIMI)                         | 10            |
| Japão (Oricon)                        | 15            |
| Japão (Billboard Japan Hot Albums)    | 22            |
| Lituânia (AGATA)                      | 3             |
| Noruega (VG-lista)                    | 1             |
| Nova Zelândia (RMNZ)                  | 1             |
| Países Baixos (Dutch Charts)          | 1             |
| Polônia (ZPAV)                        | 4             |
| Portugal (AFP)                        | 1             |
| Reino Unido (Official Albums Chart)   | 1             |
| República Checa (ČNS IFPI)            | 1             |
| Suécia (Sverigetopplistan)            | 1             |
| Suíça (Schweizer Hitparade)           | 3             |

### Paradas de fim de ano
| País — Parada musical (2021)          | Posição |
| ------------------------------------- | ------- |
| Alemanha (Offizielle Deutsche Charts) | 29      |
| Austrália (ARIA)                      | 1       |
| Áustria (Ö3 Austria)                  | 5       |
| Bélgica (Ultratop Flandres)           | 3       |
| Bélgica (Ultratop Valônia)            | 34      |
| Canadá (Billboard)                    | 4       |
| Dinamarca (Hitlisten)                 | 5       |
| Espanha (PROMUSICAE)                  | 7       |
| Estados Unidos (Billboard 200)        | 2       |
| Finlândia (Suomen virallinen lista)   | 2       |
| França (SNEP)                         | 57      |
| Irlanda (IRMA)                        | 1       |
| Islândia (Plötutíðindi)               | 3       |
| Itália (FIMI)                         | 43      |
| Noruega (VG-lista)                    | 1       |
| Nova Zelândia (RMNZ)                  | 1       |
| Países Baixos (Album Top 100)         | 2       |
| Polônia (ZPAV)                        | 68      |
| Portugal (AFP)                        | 7       |
| Reino Unido (Official Albums Chart)   | 4       |
| Suécia (Sverigetopplistan)            | 3       |
| Suíça (Schweizer Hitparade)           | 13      |
| País — Parada musical (2022)          | Posição |
| Alemanha (Offizielle Deutsche Charts) | 25      |
| Austrália (ARIA)                      | 4       |
| Áustria (Ö3 Austria)                  | 5       |
| Bélgica (Ultratop Flandres)           | 8       |
| Bélgica (Ultratop Valônia)            | 34      |
| Canadá (Billboard)                    | 8       |
| Dinamarca (Hitlisten)                 | 16      |
| Espanha (PROMUSICAE)                  | 13      |
| Estados Unidos (Billboard 200)        | 8       |
| Finlândia (Suomen virallinen lista)   | 10      |
| França (SNEP)                         | 83      |
| Islândia (Plötutíðindi)               | 7       |
| Itália (FIMI)                         | 82      |
| Lituânia (AGATA)                      | 8       |
| Nova Zelândia (RMNZ)                  | 4       |
| Países Baixos (Album Top 100)         | 6       |
| Polônia (ZPAV)                        | 33      |
| Portugal (AFP)                        | 46      |
| Reino Unido (Official Albums Chart)   | 5       |
| Suécia (Sverigetopplistan)            | 14      |
| Suíça (Schweizer Hitparade)           | 21      |
| País — Parada musical (2023)          | Posição |
| Alemanha (Offizielle Deutsche Charts) | 47      |
| Austrália (ARIA)                      | 15      |
| Áustria (Ö3 Austria)                  | 16      |
| Bélgica (Ultratop Flandres)           | 11      |
| Bélgica (Ultratop Valônia)            | 59      |
| Canadá (Billboard)                    | 27      |
| Dinamarca (Hitlisten)                 | 56      |
| Espanha (PROMUSICAE)                  | 35      |
| Estados Unidos (Billboard 200)        | 26      |
| França (SNEP)                         | 132     |
| Hungaria (MAHASZ)                     | 68      |
| Islândia (Plötutíðindi)               | 21      |
| Nova Zelândia (RMNZ)                  | 10      |
| Países Baixos (Album Top 100)         | 16      |
| Polônia (ZPAV)                        | 50      |
| Reino Unido (Official Albums Chart)   | 16      |
| Suécia (Sverigetopplistan)            | 39      |
| Suíça (Schweizer Hitparade)           | 30      |
| País — Parada musical (2024)          | Posição |
| Alemanha (Offizielle Deutsche Charts) | 40      |
| Austrália (ARIA)                      | 13      |
| Áustria (Ö3 Austria)                  | 11      |
| Bélgica (Ultratop Flandres)           | 4       |
| Bélgica (Ultratop Valônia)            | 27      |
| Canadá (Billboard)                    | 35      |
| Estados Unidos (Billboard 200)        | 29      |
| Islândia (Plötutíðindi)               | 38      |
| Países Baixos (Album Top 100)         | 12      |
| Reino Unido (Official Albums Chart)   | 18      |
| Suécia (Sverigetopplistan)            | 40      |
| Suíça (Schweizer Hitparade)           | 10      |

## Certificações
| Região | Certificação    | Vendas     |
| --- | --------------- | ---------- |
| Alemanha (BVMI) | Ouro            | 100 000‡   |
| Austrália (ARIA) | 3× Platina      | 210 000‡   |
| Áustria (IFPI Austria) | Platina         | 15 000‡    |
| Bélgica (BEA) | 4× Platina      | 80 000‡    |
| Canadá (Music Canada) | 5× Platina      | 400 000‡   |
| Dinamarca (IFPI Danmark) | 3× Platina      | 60 000‡    |
| Espanha (PROMUSICAE) | 2× Platina      | 80 000‡    |
| Estados Unidos (RIAA) | 4× Platina      | 4 000 000‡ |
| França (SNEP) | Platina         | 100 000‡   |
| Islândia (FHF) | Ouro            | 2 500      |
| Itália (FIMI) | Platina         | 50 000‡    |
| México (AMPROFON) | 4× Platina+Ouro | 630 000‡   |
| Noruega (IFPI Norge) | 3× Platina      | 60 000*    |
| Nova Zelândia (RMNZ) | 5× Platina      | 75 000‡    |
| Polônia (ZPAV) | Diamante        | 100 000‡   |
| Portugal (AFP) | Platina         | 15 000^    |
| Reino Unido (BPI) | 3× Platina      | 900 000‡   |
| Singapura (RIAS) | Platina         | 10 000*    |
| Resumos |                 |            |
| Mundo | —               | 18 000 000 |
| *números de vendas baseados somente na certificação ^distribuições baseadas apenas na certificação ‡vendas+valores de streaming baseados apenas na certificação |                 |            |

## Histórico de lançamento
| Região | Data                  | Formato(s)                                  | Edição            | Gravadora       | Ref.           |
| ------ | --------------------- | ------------------------------------------- | ----------------- | --------------- | -------------- |
| Várias | 21 de maio de 2021    | Cassete CD download digital streaming vinil | Padrão            | Geffen          | [ 46 ] [ 280 ] |
| Japão  | 2 de junho de 2021    | CD                                          | Deluxe            | Universal Japan | [ 281 ]        |
| Japão  | 28 de janeiro de 2022 | CD+DVD                                      | Especial japonesa | Universal Japan | [ 282 ]        |